# 馬默斯斯普林鎮區 (阿肯色州富爾頓縣)
馬默斯斯普林鎮區（英語：Mammoth Spring Township）是位於美國阿肯色州富爾頓縣的一個行政鎮區。

## 地方資料
馬默斯斯普林鎮區的面積為131.01平方千米，當中陸地面積為130.61平方千米，而水域面積為0.40平方千米。根據2010年美國人口普查的數據，當地共有人口1902人，而人口密度為每平方千米14.52人。